# 世界分布
世界分布，生物地理学概念，表示一个生物类群在几乎全世界各种不同栖息地内都有分布。世界分布的种也被称为世界种或广布种。“世界分布”和“特有种”的概念相对，后者指一个类群仅在很小的一片栖息地出现。
“世界分布”不应从字面意义上解读。通常，该词不包括极地、高海拔地区、海洋（对陆地动物而言）、大漠和小型孤岛。比如，家蝇被认为属于相对来讲“世界分布”的动物，但它的栖息地不包括海洋和两极。“世界分布的野草”也表示该植物在除了南极洲外的各大陆均有分布，而且并不要求该植物占据各个大陆的每个角落。